# Lucy Kennedy
Lucy Kennedy née le 11 juillet 1988 à Brisbane, est une coureuse cycliste australienne, active de 2016 à 2021.

## Biographie
En début d'année 2017, Lucy Kennedy prend la troisième place du championnat d'Australie sur route, derrière Katrin Garfoot et Amanda Spratt, et la quatrième place de la Cadel Evans Great Ocean Road Race.
En mars, elle s'impose lors du championnat d'Océanie sur route et est médaillée de bronze au contre-la-montre. Elle remporte ensuite une étape et le classement de la montagne du Mersey Valley Tour. Après ces premiers mois de 2017 réussis, elle est lauréate du Amy Gillett Cycling Scholarship, prix remis par Cycling Australia et la Fondation Amy Gillett récompensant une coureuse prometteuse accordant de l'importance à ses études et à ses engagements extra-sportifs. Grâce à ce prix, elle est intégrée à l'équipe High5-RMG Australian Women’s Road Development Team, avec laquelle elle part disputer des courses en Europe,. À l'automne de la même année, elle gagne une étape et le général du Tour de l'Ardèche. Aux mondiaux sur route 2018, elle termine 24e de la course en ligne et prend avec son équipe Mitchelton-Scott la cinquième place du contre-la-montre par équipes.
En janvier 2019, elle remporte la dernière étape et le classement général du Women's Herald Sun Tour, après avoir terminé deuxième du classement général du Santos Women's Tour. En mai, à la Durango-Durango Emakumeen Saria, l'équipe profite de sa supériorité numérique. Lucy Kennedy s'impose devant Amanda Spratt. Au Tour d'Italie, sur la troisième étape  aux deux kilomètres, Lucy Kennedy accélère et reprend Tayler Wiles. Dans les derniers mètres, Lucy Kennedy commence à célébrer mais Marianne Vos arrive lancée et prend la victoire.
Lors de la Classique de Saint-Sébastien, la course décide sur une portion plate. Un groupe de seize coureuses se détache. Dans la troisième difficulté de la journée, Lucy Kennedy attaque. L'Australienne est ensuite victime d'une crevaison, plutôt longue à être réparée. Elle est alors dépassée par Ensing. Elle doit s'arrêter une seconde fois, pour éviter que ses freins ne touchent la roue. Elle a à ce moment-là une minute vingt de retard sur la tête de la course alors que le peloton est trop loin pour réellement devoir être pris en compte. À trente kilomètres de l'arrivée, Janneke Ensing est en tête avec cinquante-cinq secondes d'avance. Georgia Williams revient de l'arrière et vient prêter main-forte à Lucy Kennedy pour rejoindre Ensing. L'écart est de quarante secondes au pied du Murgil Tontorra. Lucy Kennedy y produit son effort et revient sur Jenneke Ensing et la dépasse. Elle termine en solitaire.
À Liège-Bastogne-Liège, après la côte de Wanne Niamh Fisher-Black attaque.  Elle emmène avec elle six autres coureuses dont Lucy Kennedy. Le groupe est repris à cinquante kilomètres de l'arrivée dans la côte de Desnié.
Au Tour de l'Ardèche, Sur la quatrième étape, dans la première ascension, Lucy Kennedy et Ruth Winder sortent du peloton. Elles reviennent sur l'avant au kilomètre soixante-douze. Sur la septième étape, Lucy Kennedy attaque. Elle est suivie par Lucinda Brand et Jeanne Korevaar.Dans la dernière montée, Lucinda Brand attaque pour aller s'imposer devant Jeanne Korevaar. Lucy Kennedy est troisième. 
Elle met un terme à sa carrière en octobre 2021, à l'issue du Women's Tour.

## Palmarès

### Par années
- 2016
  - 3e du Tour of the King Valley
- 2017
  -  Championne d'Océanie du contre-la-montre
  - Tour de l'Ardèche :
    - Classement général
    - 5e étape[10]

  -  Médaillée de bronze du championnat d'Océanie sur route
  - 3e du championnat d'Australie sur route
- 2018
  - Taiwan KOM Challenge
  - 2e du championnat d'Australie du contre-la-montre
  - 4e du Santos Women's Tour
  - 5e des Strade Bianche
  - 9e du Trofeo Alfredo Binda
- 2019
  - Women's Herald Sun Tour : 
    - Classement général
    - 2e étape

  - Durango-Durango Emakumeen Saria
  - Classique de Saint-Sébastien
  - 2e du Santos Women's Tour
  - 2e de la Cadel Evans Great Ocean Road Race
  - 2e de la Emakumeen Nafarroako Klasikoa
- 2020
  - Women's Herald Sun Tour

### Classements mondiaux
| Année                                 | 2017 | 2018 | 2019 | 2020 | 2021 |
| ------------------------------------- | ---- | ---- | ---- | ---- | ---- |
| Classement UCI                        | 82e  | 83e  | 41e  | 60e  | 227e |
| UCI World Tour                        | 136e | 60e  | 91e  | 71e  | 98e  |
|                                       |      |      |      |      |      |
| Légende : nc = non classéSource : UCI |      |      |      |      |      |